# Sempervivum fauconnettii
Sempervivum fauconnettii là một loài thực vật có hoa trong họ Crassulaceae. Loài này được Reut. miêu tả khoa học đầu tiên năm 1861.